# 마더 목장

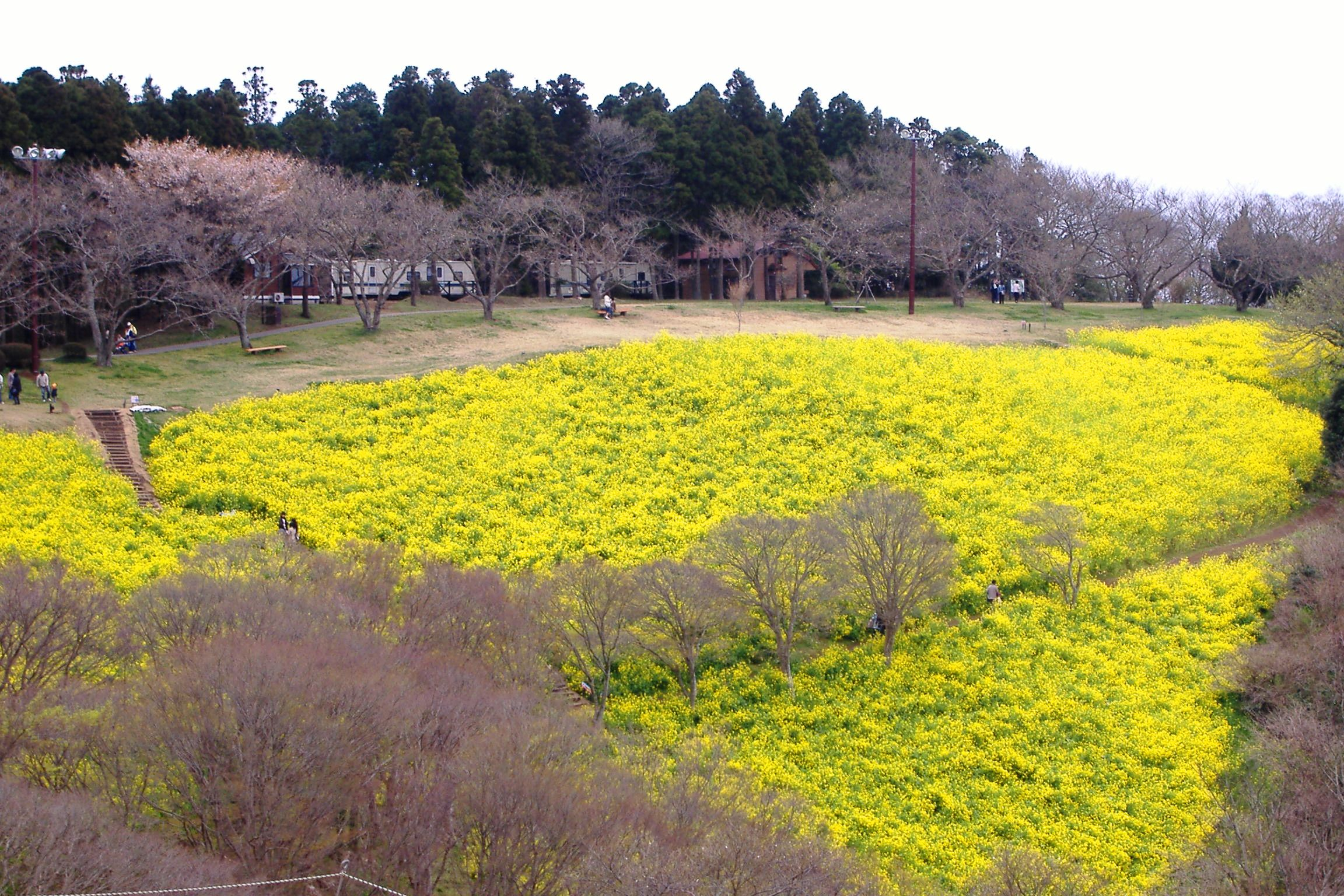
3월의 목장 풍경.

머더 목장 또는 마더 목장 (Mother Farm, 일본어: マザー牧場)은 일본 지바현 훗쓰시의 가노 산 근처에 있는 기나다 산에 세워진 테마파크로, "목장"을 주제로 하고 있다. 원래 도쿄 타워의 부지 중 하나였지만 후보에서 탈락한 뒤, 1962년에 기업인 마에다 히사요시가 조성했다. "마더 목장"이라는 이름은 마에다가 자신의 어머니에게 바친다는 의미로 붙인 것이다. 도쿄 타워 그룹이 지금까지 운영하고 있으며, 소, 말, 돼지, 양 등의 가축 여러 종을 체험 목적으로 기르고 있다. 양몰이 체험, 양털 깎기 체험, 도쿄 만을 볼 수 있는 관람차 등이 있으며, 목장에서 만든 유제품이나 소시지를 비롯한 특산물 등을 판매한다.
JR 동일본 우치보 선의 사누키마치역, 기미쓰역, 기사라즈역에서 버스로 연결되며, 도쿄 만 페리 가나야 항에서도 버스를 이용하여 목장을 찾을 수 있다. 다테야마 자동차도 기미쓰 PA 스마트 나들목에서도 진입이 가능하다.